# Kremnický štít
Kremnický štít (pol.: Kremnicki Szczyt; 1008 m n.p.m.) – szczyt w grupie górskiej Gór Kremnickich w Centralnych Karpatach Zachodnich, na Słowacji, wznoszący się od wschodu nad miastem Kremnicą (stąd nazwa). Tradycyjnie wymieniany jako jeden z siedmiu szczytów, otaczających Kremnicę.

## Położenie
Rozległy masyw Kremnickiego Szczytu wznosi się w ramieniu górskim, które w szczycie Velestúr (1254 m n.p.m.) odgałęzia się od głównego grzbietu Gór Kremnickich w kierunku zachodnim, a następnie południowo-zachodnim. Masyw ów w kierunku zachodnim stromo opada nad Kremnicę, a w kierunku południowo-zachodnim wysyła krótki grzbiet zakończony Brezovým vrchem (664 m n.p.m.) w widłach Kremnickiego Potoku (Rudnicy) i Švábskiego Potoku. Natomiast w kierunku południowym wysyła masywne ramię, które za wsią Nevoľné przechodzi w długi grzbiet (wznosi się w nim m.in. Jastrabská skala) biegnący aż po dolinę Hronu i zaliczany już do Jastrabskiej vrchoviny.

## Geologia i morfologia
Masyw Kremnickiego Szczytu zbudowany jest głównie z piroksenicznych andezytów. Stanowi pozostałość potężnego, częściowo już zerodowanego pola lawowego z okresu wulkanizmu, tworzącego główny zrąb Gór Kremnickich. Proces erozji i rozpadu krawędzi tego pola widoczny jest najlepiej w usytuowanym na zachodnim skraju wierzchowiny masywu rezerwacie przyrody Kremnický Štós.
Zbocza masywu wznoszą się ze wszystkich stron jednym śmiałym stopniem, wysokim na 240–300 m. Są strome i słabo rozczłonkowane dolinkami zaledwie trzech niewielkich potoków. Rozległa wierzchowina masywu jest stosunkowo płaska, wznosi się na wysokości 880–1020 m n.p.m. Sam szczyt wyznacza jedynie nieznaczne wypiętrzenie masywu, trudno wyróżnialne w terenie.

## Przyroda ożywiona
Stoki masywu porastają lasy, głównie buczyny z domieszką jodły, świerka i jaworu. Wierzchowinę pokrywają rozległe łąki sztucznego pochodzenia, jeszcze do dziś okresowo wypasane. Ich obrzeża zarastają leszczyną, jarzębiną, a w cieplejszych miejscach pojawia się jarząb nieszpułkowy.

## Turystyka
Z Kremnicy na Kremnicki Szczyt i dalej, do ograniczającej jego masyw przełączki zwanej Trojica, biegnie żółto znakowany szlak turystyczny. Północnymi stokami masywu, śladem starej drogi pocztowej, z Kremnicy na Trojicę i dalej, na sedlo Tri kríže w głównym grzbiecie Gór Kremnickich biegnie szlak niebieski. Z doliny potoku Bystrica (na wschód od centrum Kremnicy) na Kremnický Štós biegnie znakowana przyrodnicza ścieżka dydaktyczna.
Prawie cała wierzchowina dostarcza rozległych widoków na Góry Kremnickie, Góry Szczawnickie i Ptacznik.